# Katarina Dunér
Gudrun Astrid Katarina Dunér, ogift Kvillner, född 2 juli 1934 i Växjö, är en svensk konstskribent och TV-producent. 
Dunér, som är prästdotter, tog studenten vid Växjö högre allmänna läroverk och blev fil. kand. 1957 vid Lunds universitet. Hon var därefter konstskribent på Sydsvenska Dagbladet och amanuens på Arkiv för dekorativ konst (Kulturen i Lund). Dunér var redaktör på Sveriges Radios kulturredaktion och från 1974 tv-producent vid Sveriges television med flera uppmärksammade produktioner under 1980- och 1990-talen om husbyggnad, arkitektur, trädgårdskonst och formgivning.
Katarina Dunér är seniorledamot av Smålands akademi. Hon tilldelades Olle Engkvist-medaljen 1997 och erhöll Gösta Berg-medaljen 2007. 
Hon var gift med Sten Dunér från 1957  till hans död 2016. Deras söner är arkitekten Pål Dunér, idéhistorikern David Dunér, och konstnären Karl Dunér.

## TV-produktioner
- Galaxer i mina braxer, sa Kapten Zoom
- Människans boningar om den nordiska arkitekturens historia
- Människans lustgårdar om den europeiska trädgårdskonstens historia
- Människans rum och ting om den europeiska formgivningens historia
- Modernismens historia
- Svenska hus om landsbygdens arkitektur i Sverige
- Drömmen om staden